# Матлин, Вильям Соломонович
Ви́льям Соломо́нович Ма́тлин (1891, Ветка, Гомельский уезд, Могилёвская губерния, Российская империя — 1 сентября 1938, расстрельный полигон «Коммунарка», Московская область, РСФСР, СССР) — деятель революционного движения в России; учёный-энергетик, управляющий Главэнерго и заместитель Народного комиссара тяжелой промышленности, член партии Бунд, затем ЦК ВКП(б).

## Биография
Родился в 1891 году в местечке Ветка Гомельского уезда Могилёвской губернии, в семье учителя. После еврейского погрома 1905 года семья переехала в Киев. В молодом возрасте стал активно принимать участие в революционном движении, вступил в партию «Бунд». Опасаясь преследования со стороны царского правительства и возможного ареста, в 1914 году эмигрировал вместе с женой в США, в Чикаго. Трудился наёмным рабочим в области энергетики и электропромышленности. В 1916 году на свет появился сын Пётр. В период Интервенции вступил в сообщество «Руки прочь от Советской России» и в социалистическую партию. За свои политические взгляды был осуждён американским правительством и сидел тюрьме. 
Когда правительство СССР обратилось с призывом ко всем эмигрировавшим квалифицированным специалистам вернуться и помочь восстановить промышленность, семья Матлиных в 1921 году приехала назад в Россию.
По возвращении Вильям Матлин был назначен директором русско-американского завода в Москве. Был дважды избран в Моссовет. В 1927 году вступил в Коммунистическую партию. Стал делегатом XVII съезда ВКП(б). Получил высшее политехническое образование. В течение 10 лет работал в электропромышленности, был председателем ВЭО (Всероссийское электрическое общество), заместителем управляющего Госэнерготрестом. Участвовал в строительстве Шатурской ГРЭС. Решением МК ВКП (б) от 11 декабря 1932 года был назначен на должность Управляющего Главэнерго и был им до 1936 года. 
30 ноября 1937 года обвинён в участии в контрреволюционной террористической организации и арестован. 
Был расстрелян на полигоне в Коммунарке по приговору Военной Коллегии Верховного Суда СССР 1 сентября 1938 года. 
Реабилитирован посмертно 15 февраля 1956 года